# Бокхорст (Доња Саксонија)
Бокхорст (њем. Bockhorst) град је у њемачкој савезној држави Доња Саксонија. Једно је од 60 општинских средишта округа Емсланд. Према процјени из 2010. у граду је живјело 979 становника. Посједује регионалну шифру (AGS) 3454004.

## Географски и демографски подаци
Бокхорст се налази у савезној држави Доња Саксонија у округу Емсланд. Град се налази на надморској висини од 7 метара. Површина општине износи 18,2 km².

## Становништво
У самом граду је, према процјени из 2010. године, живјело 979 становника. Просјечна густина становништва износи 54 становника/km².